# Steven Wright
Steven Alexander Wright (Cambridge, Massachusetts, 1955. december 6. –) Oscar-díjas amerikai stand-up komikus, színész, író és filmproducer. Ismertnek számít jellegzetes letargikus hangjáról, egysoros vicceiről, illetve arról, hogy ironikus, filozofikus vicceket mesél komoly arccal (deadpan), lassú tempóval.
A Rolling Stone magazin "50 legjobb stand-upos" listáján a tizenötödik helyre került.

## Élete
A Mount Auburn Hospital kórházban (Cambridge, Massachusetts) született, és Burlingtonban nőtt fel. Szülei Lucille "Dolly" Lomano és Alexander K. Wright voltak. Római katolikus hitben nevelkedett. Anyja olasz-amerikai származású volt, míg apja skót felmenőkkel rendelkezik.
A Middlesex Community College-ben tanult, majd az Emerson College-en folytatta tanulmányait. 1978-ban érettségizett, egy évvel később kezdett stand-upolni.

## Egyéb tevékenységei
Zenészként is tevékenykedik, több dalt is szerzett barátjával, Mark Wuerthnerrel. Érdekli a festészet is.
Néha szerepel a The Late Late Show with Craig Ferguson-ban is.

## Diszkográfia
- I Have a Pony (1985)
- I Still Have a Pony (2007)